# تور ام‌دی‌ان‌ای
تور ام‌دی‌ان‌ای (به انگلیسی: MDNA) نهمین تور کنسرت مدونا خواننده آمریکایی بود که برای حمایت از دوازدهمین آلبوم استودیویی او، ام‌دی‌ان‌ای (۲۰۱۲) راه اندازی شد. این تور شامل ۸۸ نمایش است که در ۳۱ می ۲۰۱۲ در تل آویو، ورزشگاه رمت گن اسرائیل آغاز شد و در ۲۲ دسامبر ۲۰۱۲ در کوردوبا، آرژانتین به پایان رسید. شایعات شروع یک تور کنسرت توسط خواننده برای اولین بار در اکتبر ۲۰۱۱ آغاز شد، اما چیزی تأیید نشد تا اینکه چهار ماه بعد، پس از اجرای مدونا در نمایش نیمه‌تایم Super Bowl XLVI با نیکی میناژ و ام.آی.ای. به عنوان پنجمین تور مدونا با لیو نیشن انترتینمنت، تور ام‌دی‌ان‌ای معرفی شد. مدونا با این تور نه تنها از اوراسیا و قاره آمریکا بازدید کرد، بلکه اولین باری بود که در امارات متحده عربی، اوکراین و کلمبیا نیز اجرا کرد. علاوه بر این، این اولین بازدید او از ترکیه پس از تور نمایش دخترانه (۱۹۹۳) بود.
آریان فیلیپس و ژان پل گوتیه از جمله طراحانی بودند که روی لباس کار می‌کردند. تور عموماً نقدهای مثبتی از منتقدان دریافت کرد که تولید و اجراها را تحسین کردند. با این حال، به دلیل فقدان آهنگ‌های قدیمی‌تر خواننده و گنجاندن آهنگ‌های ام‌دی‌ان‌ای مورد انتقاد قرار گرفت. این تور به دلیل استفاده از اسلحه گرم، خشونت، برهنگی جزئی و اظهارات سیاسی مدونا، جنجال‌های زیادی را برانگیخت. مارین لوپن، سیاستمدار راست افراطی فرانسوی، پس از پخش کلیپی که مدونا لوپن را با آدولف هیتلر مقایسه کرد، علیه او شکایت کرد. همچنین، در فرانسه، یکی از کنسرت‌های ارائه شده در سالن المپیا پاریس به دلیل مدت کوتاهش به شدت مورد انتقاد قرار گرفت و توسط طرفداران حذف شد. در روسیه، مدونا به دلیل حمایت آشکار از گروه پانک راک فمینیستی پوسی رایت و به دلیل صحبت آشکار علیه قوانین «تبلیغات» همجنس‌گرایان کشور و رفتار با جوامع ال‌جی‌بی‌تی با واکنش شدید محافظه‌کاران راست افراطی مواجه شد.
این تور با فروش ۳۰۵٫۲ میلیون دلار از ۸۸ نمایش، یک موفقیت تجاری بود و به عنوان پردرآمدترین تور سال ۲۰۱۲ شناخته شد و دهمین تور پردرآمد تمام دوران شد. مدونا در سال ۲۰۱۳ جایزه بهترین هنرمند تور را در جوایز موسیقی بیلبورد دریافت کرد. کنسرت‌های اجرا شده در امریکن ایرلاینز آرینا در میامی با عنوان مدونا: تور ام‌دی‌ان‌ای (به انگلیسی: Madonna: The MDNA Tour) از طریق ام‌جی‌ام+ فیلمبرداری و پخش شد. یک آلبوم زنده با عنوان تور جهانی ام‌دی‌ان‌ای در ۱۰ سپتامبر ۲۰۱۳ در همه فرمت‌ها و آلبوم دو دیسک، DVD و Blu-ray منتشر شد.